# Severus (Prag)
Severus (tschechisch Šebíř; † 9. Dezember 1067) war Bischof von Prag.

## Leben
Severus soll einer böhmischen Adelsfamilie entstammt haben. Er stand in jungen Jahren als Kaplan im Dienst des herzoglichen Hofes, wo Herzog Udalrich auf ihn aufmerksam wurde. Später trat er dem Benediktinerorden bei und wurde Mönch im Kloster Břevnov.
Mit Unterstützung des Herzogs wurde Severus nach dem Tode des Prager Bischofs Hizzo zu dessen Nachfolger gewählt. Obwohl die Wahl Anfang des Jahres 1030 erfolgte, erhielt Severus erst am 29. Juni 1031 die kaiserliche Investitur und anschließend die Bischofsweihe. Schuld an der Verzögerung soll ein Zerwürfnis des Herzogs mit dem Kaiser gewesen sein.
Nach dem Tod seines Gönners Udalrich 1037 folgte diesem im Amt des Herzogs dessen Sohn Břetislav I. Dieser bemühte sich erfolglos beim Papst, Prag zum Erzbistum zu erheben. 1039 gründete er das Kloster Sazau, wohin er slawische Mönche berief, mit deren Hilfe die Einführung des slawischen Ritus erreicht werden sollte. Durch diese Bestrebungen geriet Bischof Severus in Konflikt mit seinem Mainzer Metropoliten, der ihm sogar Kirchenstrafen androhte.
Břetislav verfolgte die Wiederherstellung Böhmens in seiner früheren Größe sowie die Unabhängigkeit vom Deutschen Reich. An Břetislavs Feldzügen 1038 und 1039 nach Polen musste auch Bischof Severus teilnehmen. In Gnesen wurde der Leib des dort bestatteten böhmischen Martyrers Adalbert erhoben und zusammen mit anderen Reliquien und Silberschätzen mit einem feierlichen Einzug am 25. August 1039 nach Prag gebracht. Dieser Tag wurde in der böhmischen Kirche noch bis in das 20. Jahrhundert als Fest der Übertragung des hl. Adalbert gefeiert.
Zur Sühne für den Raub verlangte Papst Benedikt IX. vom Herzog und vom Bischof die Errichtung eines geistlichen Stiftes. Die päpstliche Forderung wurde mit der Gründung des Kollegiatkapitels in Altbunzlau erfüllt, an dem auch eine vielbesuchte Stiftsschule entstand.
Auf Bitten Polens forderte Kaiser Heinrich II. die Rückgabe der entführten Silberschätze. Da Břetislav die gesetzte Frist verstreichen ließ, überfiel der Kaiser am 23. August 1040 Böhmen, das sich jedoch verteidigen konnte. Nachdem am 8. September 1041 die Einnahme Prags bevorstand, war Břetislav genötigt, einen Frieden zu schließen, den Bischof Severus vermittelt haben soll. Da Břetislav darüber trotzdem erzürnt gewesen sein soll, fühlte sich Severus bedroht. Er begab sich deshalb zusammen mit dem Kaiser nach Regensburg. Dort soll der Kaiser im folgenden Jahre eine Versöhnung zwischen Herzog und Bischof herbeigeführt haben, der daraufhin nach Prag zurückkehrte. Břetislav hielt jedoch nicht sein Wort, und Severus wurde gefangen genommen. Erst nach einer weiteren Intervention des Kaisers erlangte er die Freiheit.
Nachfolger des 1055 verstorbenen Herzogs Břetislav wurde Spytihněv II. Er unterstützte die Bestrebungen des Bischofs und gründete 1057 das Kollegiatkapitel in Leitmeritz. Drei Jahre später veranlasste er den Bau einer neuen Domkirche in Prag.
Im Jahre 1063 konnte Bischof Severus beim Papst die Errichtung eines neuen Bistums Olmütz erreichen, das im Wesentlichen die Gebiete Mährens umfasste. Eine Erhebung Prags zum Erzbistum war damit jedoch nicht verbunden.